# 浅沼寿紀
浅沼 寿紀（あさぬま としのり、1989年7月21日 - ）は、北海道旭川市出身の元プロ野球選手（外野手）。左投左打。

## 経歴

### プロ入り前
高校生時代は旭川南高校に在籍。2007年、第79回選抜高等学校野球大会の北海道大会では8試合全て投げ抜き、同高校を選抜高校野球大会初出場に導いた。1回戦の創造学園大学附属高校戦では9回を投げ1失点と好投するが、味方打線が持ち味の機動力を完全に封じられて1-0で敗退した。第89回全国高等学校野球選手権大会の北北海道大会では同高校のエース兼四番兼主将を務めたが、腰痛で制球力を欠いたこともあり力を発揮できず、同高校は準々決勝で敗退している。同年10月3日のプロ野球ドラフト会議（高校生の部）で、北海道日本ハムファイターズから7巡目で指名を受け入団した。

### プロ入り後
2008年（1年目）はイースタン・リーグで1試合の登板で1回を無失点に抑えている。
その後は一度フォームを見失うなど投手としては伸び悩んだが、高校時代から中軸を打っていた打撃力を見込まれ、2010年オフから外野手にコンバートすることになり、フェニックスリーグから外野手として始動した。
2011年シーズン限りで同じ北海道出身の渡部龍一（白老郡白老町出身）が戦力外通告を受けたため、2012年は球団唯一の地元出身選手となった（この年の秋のドラフトで亀田郡七飯町出身の鍵谷陽平が指名されている）。
2013年4月24日の対ソフトバンク戦で代走としてプロ初出場。この試合で、プロ初安打を放っている。シーズン終了後の10月25日に球団から戦力外通告を受け、現役引退。

### 現役引退後
引退後は日本ハム球団スタッフとして事業統轄本部コミュニティグループに配属され、翌2014年より球団のベースボールアカデミー・コーチ（野球教室講師）に就任。2016年4月から2020年3月まで、球団から紋別市に任期付職員として派遣され、市のスポーツ推進に関する仕事に携わるとともに北海道紋別高等学校などで野球を指導、2018年には紋別高を初の北北海道大会に導いた。

## 人物
2007年10月26日に行われた全国高等学校駅伝競走大会北海道大会では、助っ人として3区を走った。旭川南高校は陸上部の部員数が少なく、毎年野球部員やサッカー部員が助っ人として出場している。

## 詳細情報

### 年度別打撃成績
| 年 度     | 球 団     | 試 合 | 打 席 | 打 数 | 得 点 | 安 打 | 二 塁 打 | 三 塁 打 | 本 塁 打 | 塁 打 | 打 点 | 盗 塁 | 盗 塁 死 | 犠 打 | 犠 飛 | 四 球 | 敬 遠 | 死 球 | 三 振 | 併 殺 打 | 打 率 | 出 塁 率 | 長 打 率 | O P S |
| --------- | --------- | ----- | ----- | ----- | ----- | ----- | -------- | -------- | -------- | ----- | ----- | ----- | -------- | ----- | ----- | ----- | ----- | ----- | ----- | -------- | ----- | -------- | -------- | ----- |
| 2013      | 日本ハム  | 6     | 4     | 4     | 3     | 2     | 0        | 0        | 0        | 2     | 0     | 0     | 0        | 0     | 0     | 0     | 0     | 0     | 1     | 0        | .500  | .500     | .500     | 1.000 |
| 通算：1年 | 通算：1年 | 6     | 4     | 4     | 3     | 2     | 0        | 0        | 0        | 2     | 0     | 0     | 0        | 0     | 0     | 0     | 0     | 0     | 1     | 0        | .500  | .500     | .500     | 1.000 |

### 年度別守備成績
| 年 度 | 球 団    | 外野  | 外野  | 外野  | 外野  | 外野  | 外野     |
| 年 度 | 球 団    | 試 合 | 刺 殺 | 補 殺 | 失 策 | 併 殺 | 守 備 率 |
| ----- | -------- | ----- | ----- | ----- | ----- | ----- | -------- |
| 2013  | 日本ハム | 5     | 3     | 0     | 0     | 0     | 1.000    |
| 通算  | 通算     | 5     | 3     | 0     | 0     | 0     | 1.000    |

### 記録
- 初出場：2013年4月24日、対福岡ソフトバンクホークス5回戦（福岡 ヤフオク!ドーム）、金子誠の代走で出場[3]
- 初打席：同上、7回表に有馬翔から遊飛[3]
- 初安打：同上、9回表に藤岡好明から二塁内野安打[3]

### 背番号
- 68 （2008年 - 2013年）